# محمد الحمداني
محمد الحمداني، لاعب كرة قدم سعودي.
لعب سابقاً في الفئات السنية لأندية الهلال و نادي الشباب السعودي و لعب بعدها مع نادي المزاحمية.